# Бондо (народ)
Бондо — историческая народность, насчитывающая приблизительно 5000 человек, которая живёт в округе Малкангири в штате Орисса на востоке Индии. Эта этническая индийская группа (адиваси) также известна под названием ремо (Remo) (на языке бондо означает «люди»). Их язык относится к языковой ветви языков мунда — австроазиатские языки.